# Tammiski nukk
Tammiski nukk är en udde i Estland.   Den ligger i landskapet Saaremaa (Ösel), i den västra delen av landet, 120 km sydväst om huvudstaden Tallinn.
Terrängen inåt land är mycket platt. Havet är nära Tammiski nukk åt nordväst. Runt Tammiski nukk är det glesbefolkat, med 8 invånare per kvadratkilometer. Närmaste större samhälle är Maasi, 14,1 km sydväst om Tammiski nukk.